# 중력 피에로
중력 피에로(일본어: 重力ピエロ, A PIERROT)는 이사카 고타로의 일본 소설 및 이것을 원작으로 한 영화 작품이다. 제129회 나오키상 후보작, 제57회 일본 추리 작가협회상 장편 및 연작 단편집 부문 후보작, 제1회 서점 대상 후보작, 2004년 이 미스터리가 대단해! 제3위에 선정되었다.

## 영화
영화는 일본의 아스믹 에이스 배급으로 2009년 5월 23일 전국 극장 공개되었다.(또한 미야기현은 4월 25일에 선공개). 제1회 센다이 시네마 수상 작품.

### 출연진
- 카세 료
- 오카다 마사키
- 코히나타 후미요
- 오카다 요시노리
- 스즈키 쿄카
- 와타베 아츠로
- 요시타카 유리코

### 스태프
- 감독 : 모리 준이치
- 기획·각본 : 아이자와 토모코
- 원작 : "중력 피에로" 이사카 고타로
- 프로듀서 : 아라키 미야코, 모리야 케이치로
- 음악 : 와타나베 젠타로
- 촬영 : 하야시 준이치로
- 조명 : 나카무라 히로키
- 녹음 : 후지모토 켄이치
- 의상 : 오사다 쿠미
- 기획·배급 : 아스믹 에이스
- 제작 프로덕션 : 아스믹 에이스, ROBOT
- 제작 : "중력 피에로" 제작위원회 (아스믹 에이스, ROBOT, TV 아사히, 아사히 방송, 히가시닛폰 방송, 규슈 아사히 방송, Yahoo! JAPAN, 카호쿠신보사, 스미토모)
- 주제가 : S.R.S 〈Sometimes〉